# Campodorus nematicida
Campodorus nematicida là một loài tò vò trong họ Ichneumonidae.